# Siegfried Bosch
Siegfried Bosch (* 29. September 1944 in Wuppertal) ist ein deutscher Mathematiker, der sich mit Zahlentheorie befasst.
Bosch wurde 1967 an der Universität Göttingen bei Reinhold Remmert promoviert (Endliche analytische Homomorphismen). 1972 habilitierte er sich. Er ist seit 1974 Professor an der Universität Münster.
Er ist Ko-Autor einer Monographie über p-adische Analysis und Néron-Modelle. Seine Lehrbücher zu Linearer Algebra und Algebra zählen zu den Standardwerken für den Einstieg in das Mathematik- und Mathematik-Lehramtsstudium.

## Schriften
- Lectures on Formal and Rigid Geometry, Lecture Notes in Mathematics, vol. 2105, Springer Verlag, 2014.
- Algebraic Geometry and Commutative Algebra, 1. Auflage, Springer Verlag, 2012.
- Algebra, 9. Auflage, Springer Verlag, 2020.
- Lineare Algebra, 5. Auflage, Springer Verlag, 2014.
- Herausgeber mit Francesco Baldassarri, Bernard Dwork: p-adic Analysis (Trento 1989), Lecture Notes in Mathematics, vol. 1454, Springer Verlag, 1990.
- mit Werner Lütkebohmert, Michel Raynaud: Néron Models, Ergebnisse der Mathematik und ihrer Grenzgebiete, Springer Verlag, 1990.
- mit Ulrich Güntzer, Reinhold Remmert: Non-Archimedean analysis: a systematic approach to rigid analytic geometry, Grundlehren der mathematischen Wissenschaften, Springer Verlag, 1984.